# Dipoena luisi
Dipoena luisi là một loài nhện trong họ Theridiidae.
Loài này thuộc chi Dipoena. Dipoena luisi được Herbert Walter Levi miêu tả năm 1953.